# Coupe des Pays-Bas de football 2004-2005
Navigation
Édition précédente Édition suivante
La Coupe des Pays-Bas de football 2004-2005, nommée la KNVB beker, est la 87e édition de la Coupe des Pays-Bas. La finale se joue le 29 mai 2005 au stade De Kuip à Rotterdam.
Le club vainqueur de la coupe est qualifié pour le premier tour de la Coupe UEFA 2005-2006.

## Finale
PSV Eindhoven gagne la finale contre le Willem II Tilburg et remporte son huitième titre. La rencontre s'achève sur le score de 4 à 0, le PSV réussit le doublé coupe-championnat cette saison. Le finaliste Willem II se qualifie pour la Coupe de l'UEFA.